# Dactylospora australis
Dactylospora australis är en lavart som beskrevs av Triebel & Hertel 1989. Dactylospora australis ingår i släktet Dactylospora och familjen Dactylosporaceae.  Arten är reproducerande i Sverige. Inga underarter finns listade i Catalogue of Life.